# 타우라게구

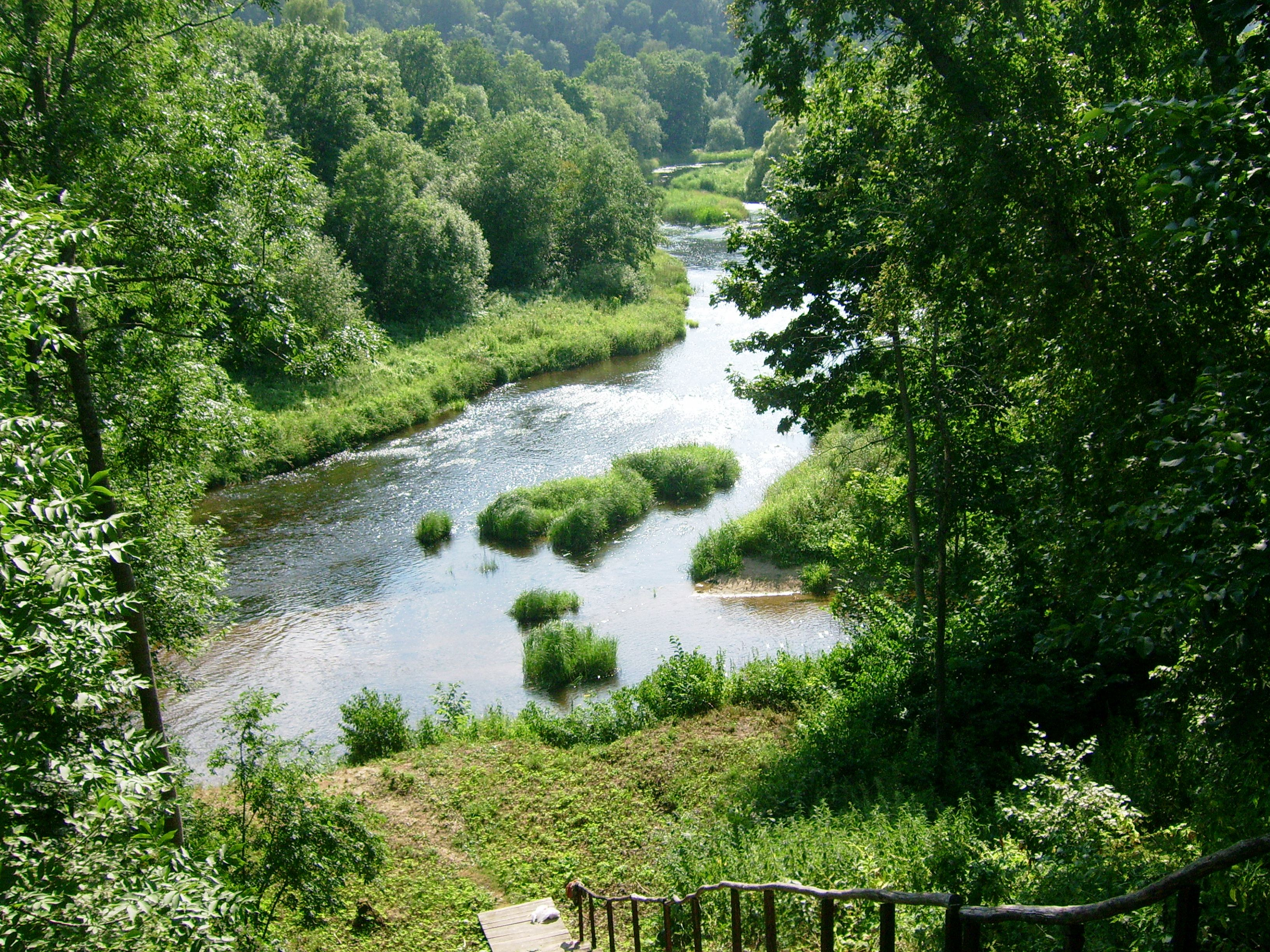
유라강과 아크메나강이 합류하는 지점

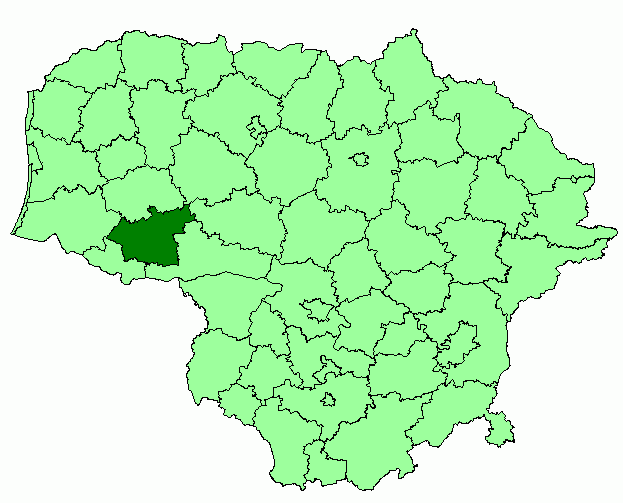
타우라게구의 위치

타우라게구(리투아니아어: Tauragės rajono savivaldybė)는 리투아니아 타우라게주를 구성하는 4개 지방 자치체 가운데 하나로 행정 중심지는 타우라게이며 면적은 1,188km2, 인구는 24,869명(2015년 기준), 인구 밀도는 20.9명/km2이다. 8개 장로구를 관할한다. 타우라게주 유르바르카스구, 파게갸이시, 실랄레구, 클라이페다주 실루테구, 샤울랴이주 켈메구, 카우나스주 라세이냐이구와 접한다.

지방 자치체 문장